# Gaétan Pasotti
Gaétan Pasotti SDB (* 5. Februar 1890 in Pinerolo; † 3. September 1950) war ein italienischer Ordenspriester, Missionar und römisch-katholischer Apostolischer Vikar.

## Leben
Nach seinem Ordenseintritt und den Studien in Philosophie und Theologie empfing Gaétan Pasotti am 18. März 1916 die Priesterweihe. Er ging in die Mission, zunächst nach China. Als die Salesianerschule in Shanghai von chinesischen Truppen besetzt wurde, wurde das dortige Institut evakuiert und mit einem Teil der dortigen Salesianern ein neues Werk in Thailand begonnen, darunter Pasotti, der Novizenmeister im vom außerordentlichen Visitator Peter Ricaldone dorthin verlegten Noviziat wurde. Er wurde 1931 zum Superior, am 28. Mai 1934 schließlich zum Präfekten von Rajaburi. Von 1937 an war er zugleich Provinzial der salesianischen Provinz Siam. Am 3. April 1941 wurde er zum Apostolischen Vikar von Rajaburi ernannt, verbunden mit dem Titularbistum Barata. Die Bischofsweihe wurde ihm am 24. Juni 1941 durch Bischof René-Marie-Joseph Perros MEP gespendet.